# Sea Sonic
Pour les articles homonymes, voir Corsair.
Sea Sonic Electronics Co Ltd. est une société taïwanaise d'électronique de puissance, fondée en 1975. Elle produit d'abord des blocs d'alimentation pour Apple II, ainsi que IBM PC. Aujourd'hui, elle commercialise des blocs d'alimentation plutôt orientés vers le haut de gamme bénéficiant d'une bonne réputation dans le milieu des hobbyistes en informatique. Antec, XFX, Corsair Memory, LDLC et d'autres compagnies vendent des blocs d'alimentation qui sont basés ou faits par Sea Sonic. Tous leurs blocs sont certifiés 80 PLUS.

## Sites de production
Les usines de l'entreprise se trouvent en Chine (à Dongguan).